# مايكل كاري
مايكل كاري (بالإنجليزية: Michael Curry)‏ مواليد 22 أغسطس 1968 في أننيستون، هو مدرب كرة سلة أمريكي ولاعب سابق. يبلغ طوله 6 قدم 5 بوصة (2.0 م).

## المسيرة الاحترافية
لعب مع ميدي بايرويت في الدوري الألماني في موسم 1990–1991، ثم لعب مع فيلادلفيا سفنتي سيكسرز في موسم 1993–1994، ثم لعب مع بالاكانسترو كانتو في الدوري الإيطالي في سنة 1994، ثم لعب مع سانت جوسيب في الدوري الإسباني في موسم 1994–1995، ثم لعب مع واشنطن ويزاردز في سنة 1996، ثم لعب مع ديترويت بيستونز في موسم 1996–1997، ثم لعب مع ميلووكي باكز من سنة 1997 إلى 1999، ثم لعب مع ديترويت بيستونز من سنة 1999 إلى 2003.

## إحصائيات المسيرة

### الرابطة الوطنية لكرة السلة
| الفريق          | السنة   | G  | W  | L  | W–L% | النهاية | PG | PW | PL | PW–L% | النتيجة              |
| --------------- | ------- | -- | -- | -- | ---- | ------- | -- | -- | -- | ----- | -------------------- |
| ديترويت بيستونز | 2008–09 | 82 | 39 | 43 | .476 | 3       | 4  | 0  | 4  | .000  | خسر في الجولة الأولى |
| المسيرة         |         | 82 | 39 | 43 | .476 |         | 4  | 0  | 4  | .000  |                      |

## روابط خارجية
- مايكل كاري على موقع إن بي أي (الإنجليزية)
- مايكل كاري على موقع سبورتس رفرنس (الإنجليزية)
- مايكل كاري على موقع الدوري الإسباني لكرة السلة (الإسبانية)
- مايكل كاري على موقع كرة السلة الأوروبية.كوم (الإنجليزية)
- مايكل كاري على موقع كلية كرة السلة في سبورتس رفرنس.كوم (الإنجليزية)
- مايكل كاري على موقع ريلجم (الإنجليزية)
- مايكل كاري على موقع بروبوليرز (الإنجليزية)
- مايكل كاري على موقع سبورتس رفرنس (الإنجليزية)
- مايكل كاري على موقع كلية كرة السلة في سبورتس رفرنس.كوم (الإنجليزية)